# Rias
Rias is een bestuurslaag in het regentschap Bangka Selatan van de provincie Bangka-Belitung, Indonesië. Rias telt 6911 inwoners (volkstelling 2010).